# Eccoptosage capitata
Eccoptosage capitata là một loài tò vò trong họ Ichneumonidae.